# Hector Costita
Hector Costita (Buenos Aires, Argentina, 27 de outubro de 1934), é um músico e compositor. Embora nascido na Argentina, se naturalizou brasileiros e se tornou um dos flautistas e saxofonistas mais famosos da música brasileira. Ele se apresentou e gravou com Lalo Schifrin, Manfredo Fest, Sérgio Mendes, Zimbo Trio, Hermeto Pascoal e Elis Regina.

## Biografia
Hector Bisignani nasceu em 1934, em Buenos Aires, Argentina. Ele é descendente de italianos e começou a estudar música quando tinha 13 anos. O primeiro instrumento que ele aprendeu a tocar foi o clarinete.
Quando ele tinha 18 anos, ele começou a tocar saxofone, influenciado por Lalo Schifrin. Em 1954, Schifrin convidou Bisignani para compor sua banda. Este é considerado o início da carreira de Costita.
Na segunda metade da década de 1950, Bisignani foi para o Brasil, onde se juntou à orquestra de Simonetti.Ele nunca voltou para o seu país. De fato, Costita continuou sua carreira no Brasil e contribuiu para o desenvolvimento e divulgação da música brasileira.
A década de 1960 provavelmente foi a melhor década para Hector Costita. Ao longo desses anos, ele tocou com muitos músicos famosos e gravou seus principais álbuns. No início da década, ele formou um trio de samba com João Donato e Xu Vianna. Em 1962, ele gravou seu primeiro álbum: O fabuloso Hector. Naquela década, ele costumava se apresentar como Don Junior. Apesar de sua carreira solo, Bisignani tocou no Sexteto Bossa Rio, com Sérgio Mendes, de 1962 a 1964.Ele também tocou com Dick Farney (1962), Manfredo Fest (1963) e Luiz Chaves (1963). Em 1964, ele gravou o álbum que é considerado o principal de sua carreira: Impacto.
Em 1964, Bisignani mudou-se para a França para estudar no Conservatório de Música de Paris. De volta ao Brasil, ele se juntou à orquestra de Carlos Piper, mas também tocou como sideman para muitos artistas, como Elis Regina e Wilson Simonal.
De 1973 a 1981, Costita se juntou à big band Nelson Aires. Após o fim daquele grupo, ele começou sua carreira como professor de música. Ele começou a ensinar na CLAM, uma escola brasileira de música popular, criada pelo Zimbo Trio.

## Discografia

### Como líder
- 1962: O fabuloso Hector
- 1962: Sambas, como Don Junior
- 1964: Impacto
- 1981: Hector Costita
- 1985: Paracachúm
- 2004: A noite é minha
- 2007: Estamos todos hai
- 2024: Batida Diferente! Samba Jazz - produzido pelo Studio 8 Records

### Como sideman
- 1963: Bossa nova, nova bossa, por Manfredo Fest
- 1976: Zimbo, por Zimbo Trio
- 2013: Pioneiros do Jazz Paulistano